# طب القلب البيطري

تخطيط صدى القلب للقصور التاجي عند كلب (منظر قمي أيسر)

طب القلب البيطري (بالإنجليزية: Veterinary cardiology)‏ هو التخصص الذي يمارسه طبيب بيطري متخصص لديه تدريب متقدم في القلب وجهاز الدوران.
لكي يصبح طبيب بيطري أخصائي قلب يجب أن تكون له خبرة سنة واحدة يتبعها تدريب متخصص مكثف في برنامج إقامي معتمد (عادة 3-5 سنوات)، يعمل أغلب أطباء القلب البيطريين مع الحيوانات الصغيرة ويتخصص البعض الآخر في الحيوانات الكبيرة مثل الخيول والماشية.
يركز أطباء القلب البيطريون المعتمدون على تشخيص وعلاج أمراض القلب والرئتين، والتي تشمل:
- قصور القلب
- المرض القلبية الخلقية
- اضطراب نظم قلبي
- أورام القلب الأولية
- ارتفاع ضغط الدم
- فرط ضغط الدم الرئوي